# Plebejus pseudohypochiona
Plebejus pseudohypochiona är en fjärilsart som beskrevs av Ruggero Verity 1931. Plebejus pseudohypochiona ingår i släktet Plebejus och familjen juvelvingar. Inga underarter finns listade i Catalogue of Life.